# André Soares (architecte)
André Ribeiro Soares da Silva (Braga , 30 novembre 1720 - Braga, 26 novembre 1769) est un architecte portugais de style baroque rococo.

## Biographie
Pendant de nombreuses années, son travail a été ignoré, et en grande partie attribué à l'architecte Carlos Amarante.
Son nom, en tant que maître de l'art au Portugal, n'a été porté à la connaissance publique que par les travaux de l'historien américain Robert Chester Smith qui le considère comme une figure de proue du style rococo en Europe.
Il a pris les ordres mineurs au séminaire de l'archidiocèse de Braga en avril 1737, puis fait partie l'année suivante de la confrérie Notre-Dames-des-Plaisirs(Confraria de Nossa Senhora dos Prazeres). Il a alors utilisé ses dons artistiques pour les exercer en amateur. On ne connaît rien sur sa formation artistique. Il s'est probablement formé à la lecture des livres et des gravures d'architecture qu'il pouvait consulter dans la bibliothèque du palais archiépiscopal.

## Principaux ouvrages
Il est l'architecte, entre autres œuvres de :
- l'église Sainte-Marie-Madeleine[1], également connue sous le nom d'église de Falferra, à Braga,
- l'hôtel de ville de Braga[2],
- le Palácio do Raio[3],[4],
- l'église des Congregados[5] avec la chapelle des moines ou da Senhora da Aparecida
- l'arc de Porte nouvelle[6],
- la chapelle de Notre-Dame de l'Agonie (Capela de Nossa Senhora da Agonia), dans la freguesia de Monserrate (Viana do Castelo),
- l'église de Lapa, à Largo da Lapa, Viana do Castelo[7],
- l'église Notre-Dame-de-Consolation-et-des-Saintes-Stations de Guimarães (Igreja de Nossa Senhora da Consolação e Santos Passos)[8],[9] ;
- les trois chapelles de la cour des Évangélistes (Terreiro dos Evangelistas) du sanctuaire du Bon Jésus du Mont[10].

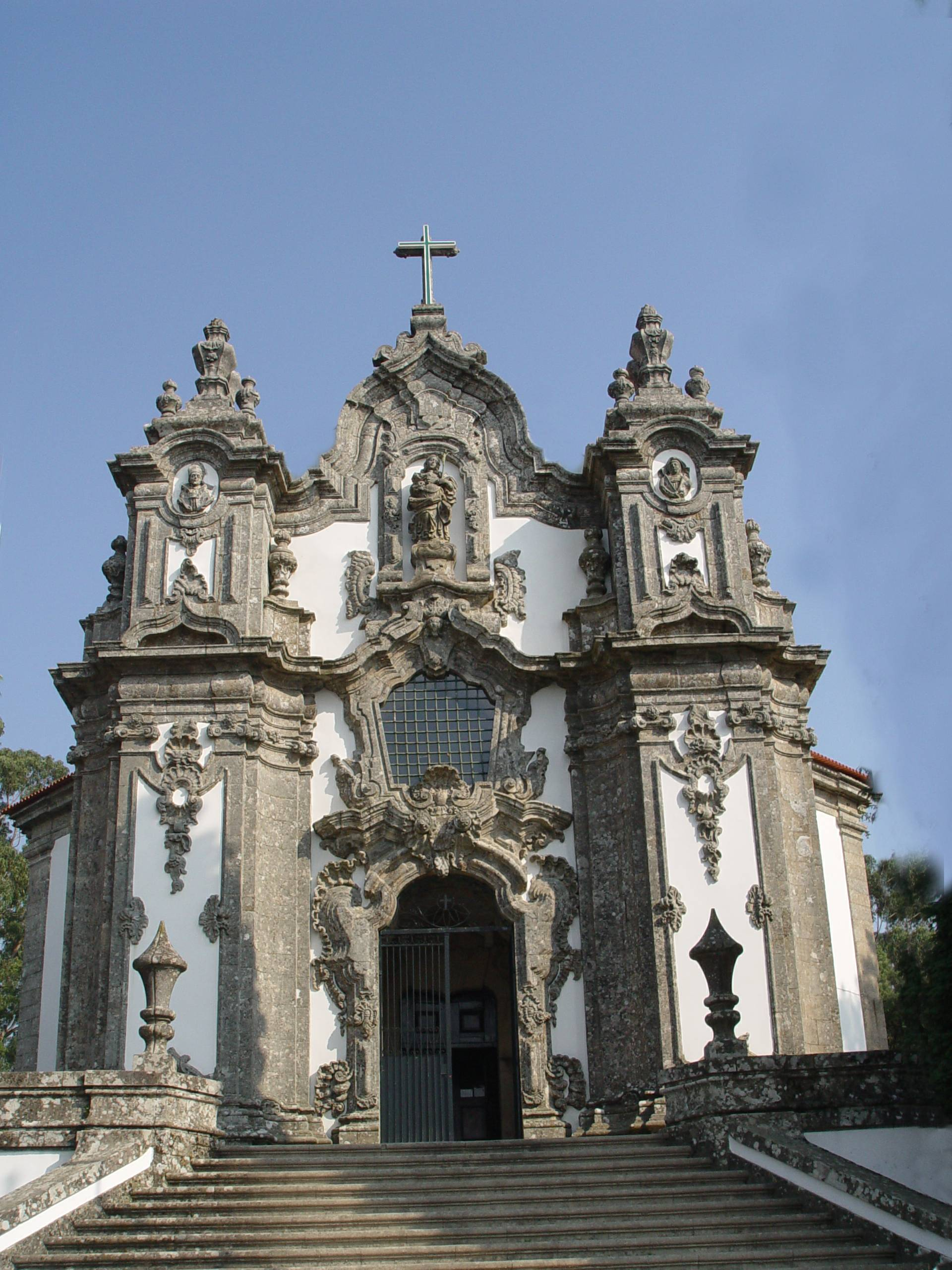
Église Sainte-Marie-Madeleine (Braga)
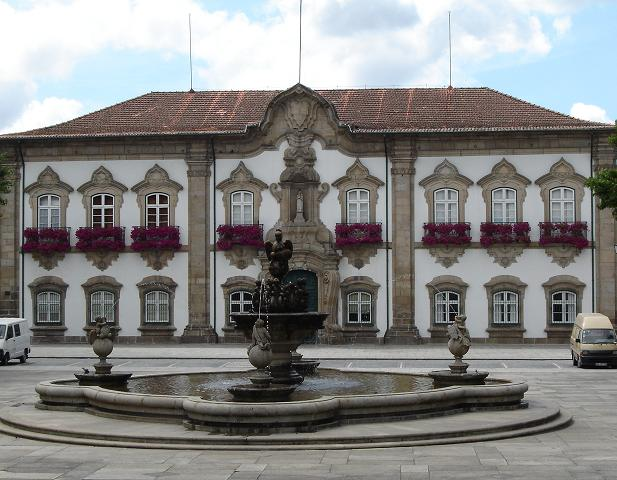
Hôtel de ville de Braga
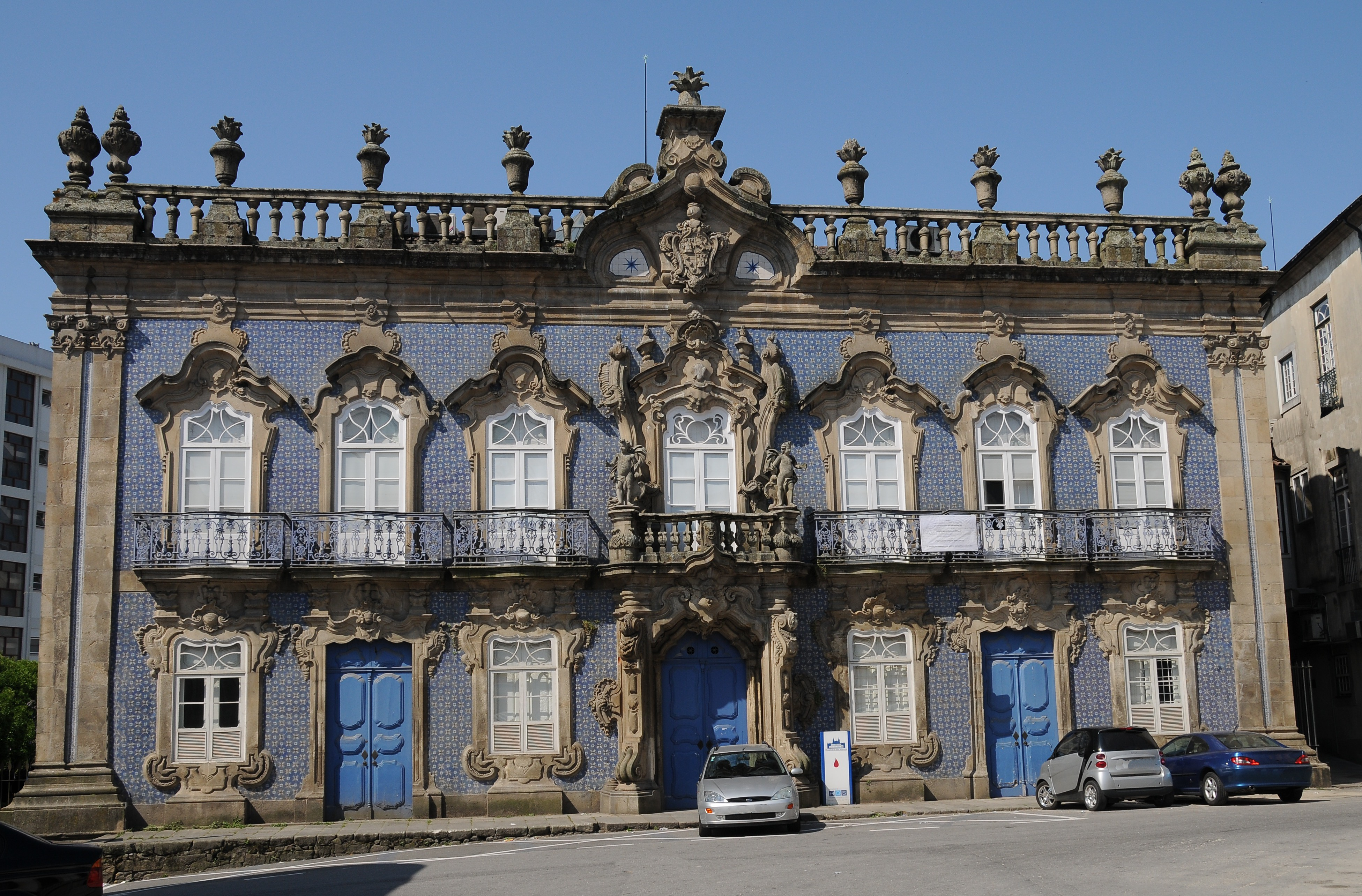
Palais de Raio
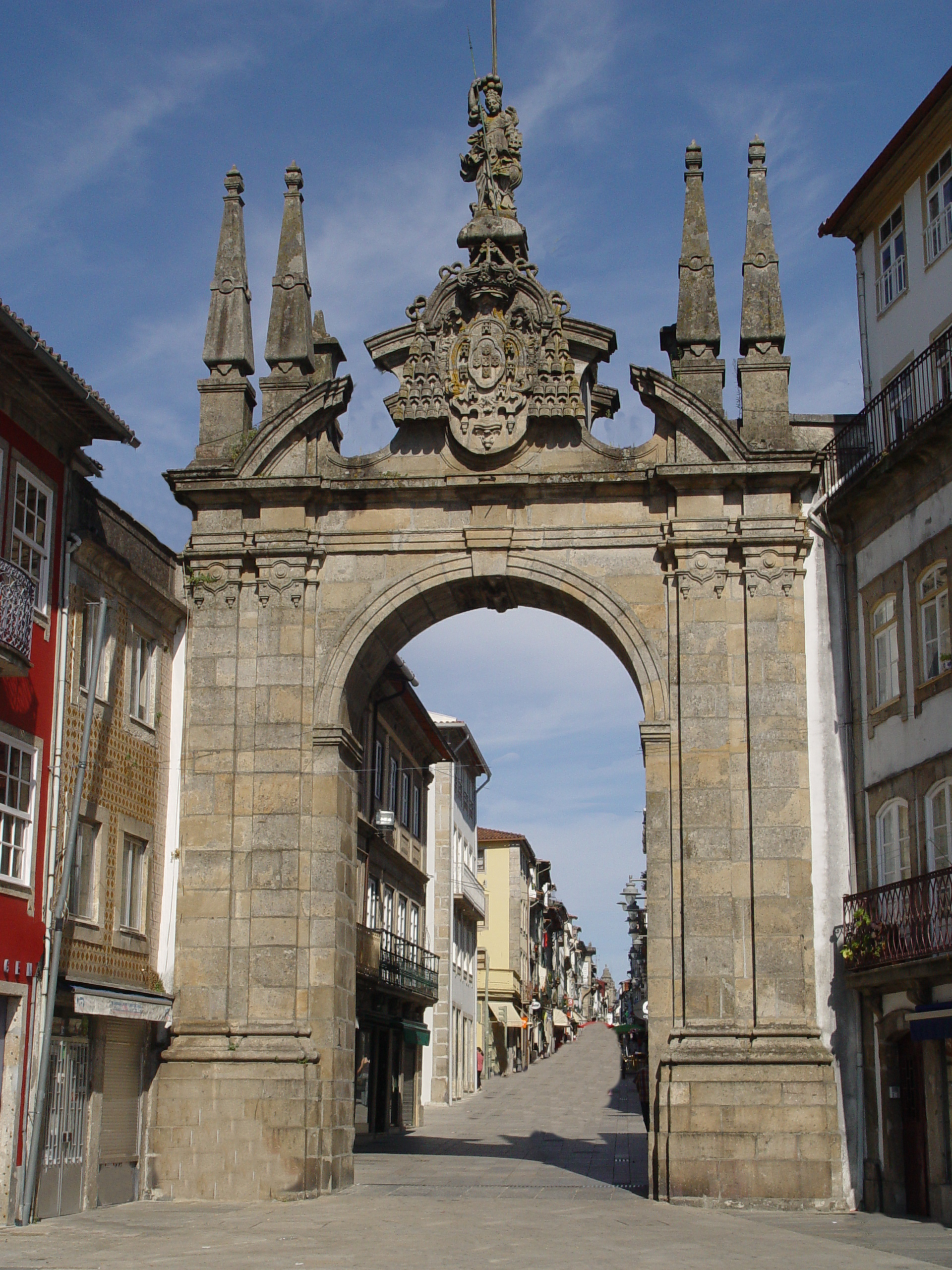
Arc de la Porte nouvelle
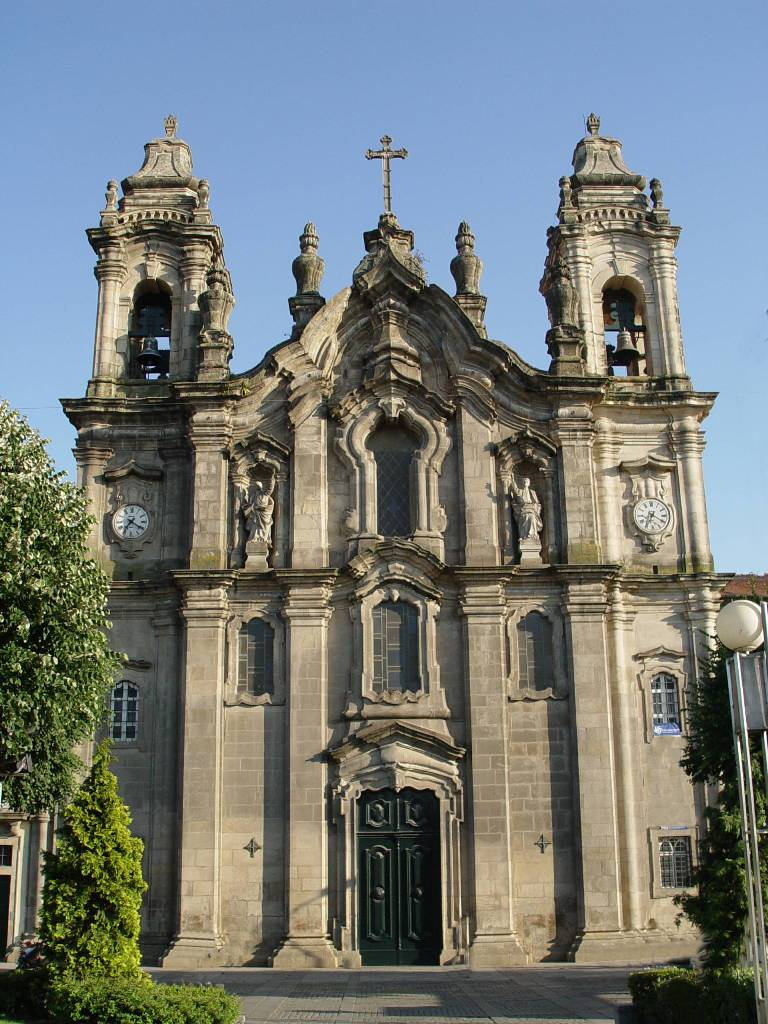
Basilique des Congregados

Il aussi intervenu au monastère Saint-Martin de Tibães (mosteiro de São Martinho de Tibães) et sur son grand retable,. Il a travaillé avec le sculpteur Frère José de Santo António Ferreira Vilaça.
En 1754, pour la confrérie Notre-Dame-des-Plaisirs, il a fait le projet du retable que cette confrérie a prévu dans sa chapelle dans l'église Saint-Paul du collège des Jésuites de Braga
On lui attribue les emblèmes de la Passion se trouvant au sanctuaire de Bom Jesus do Monte.

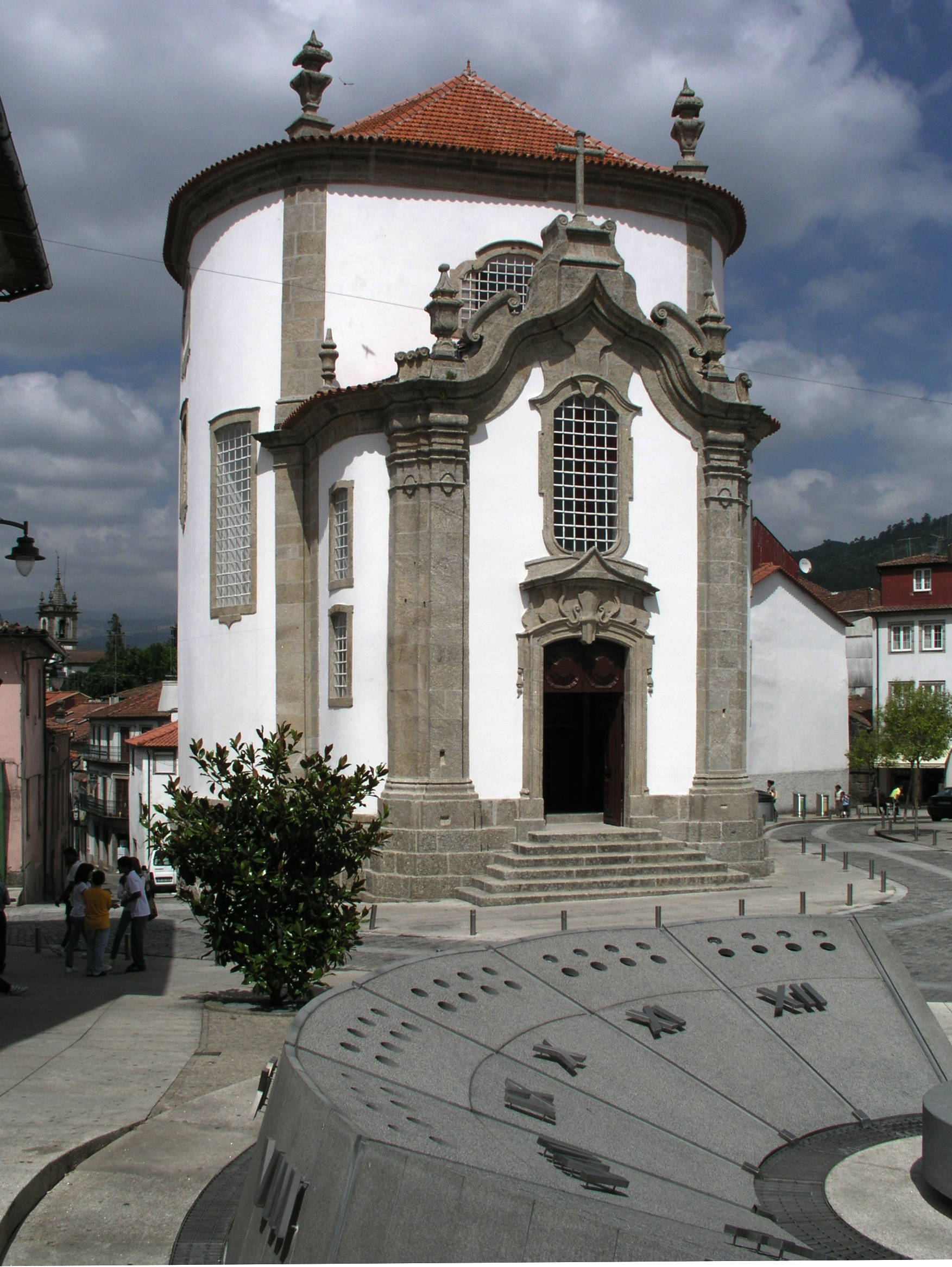
Église de Lapa
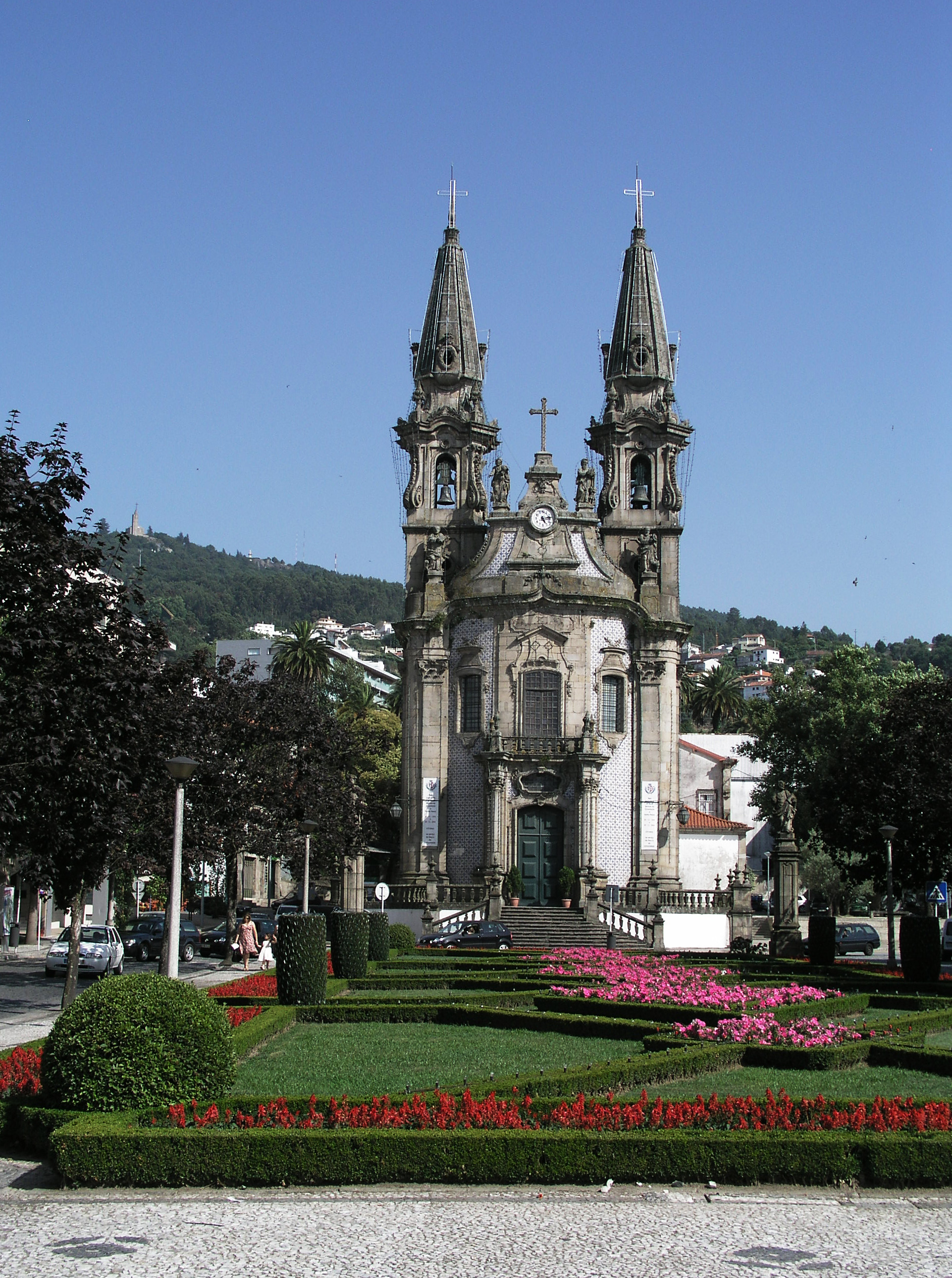
Église Notre-Dame de Consolation et des Saintes-Stations à Guimarães
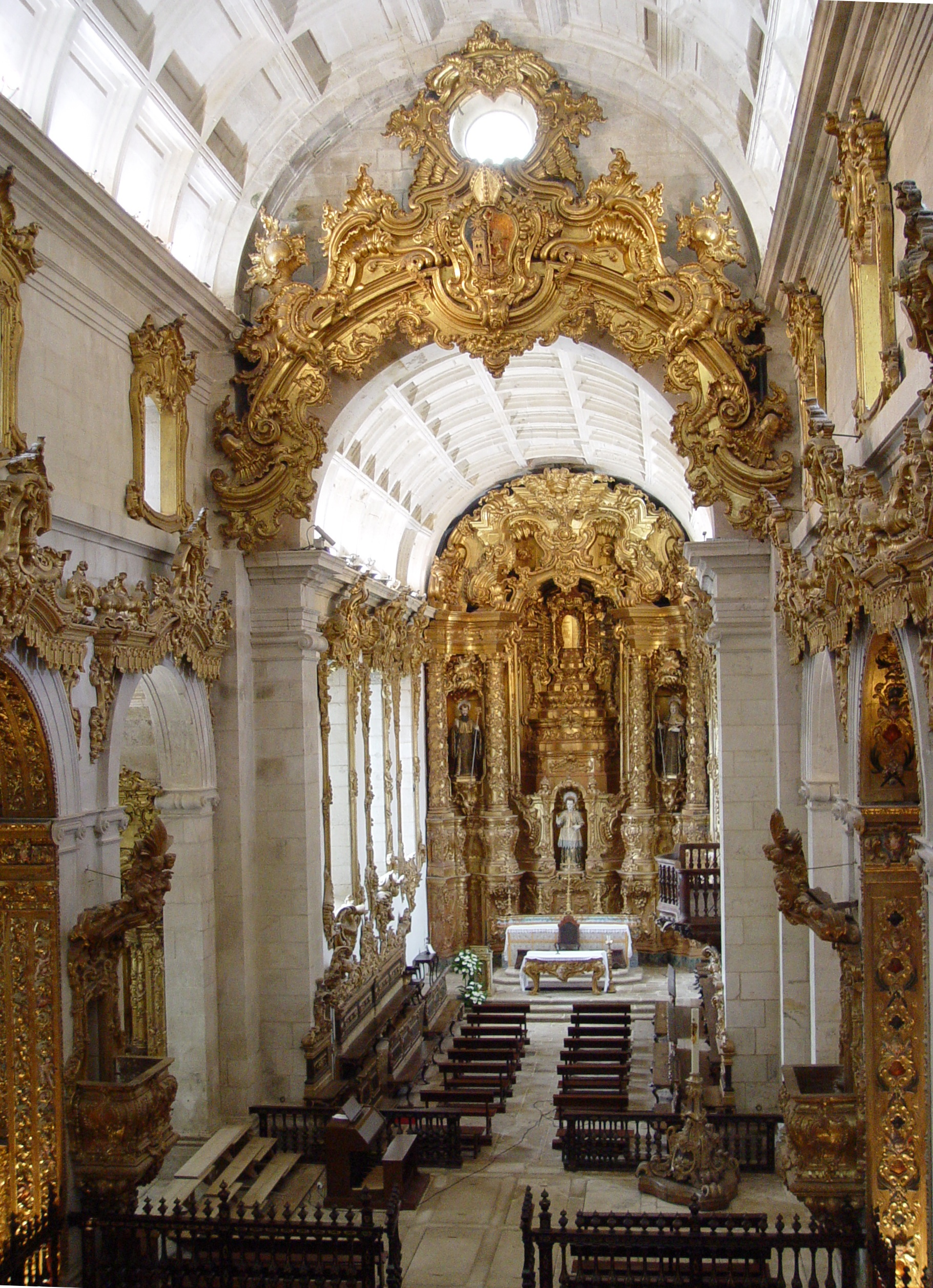
Église du monastère bénédictin de Tibães
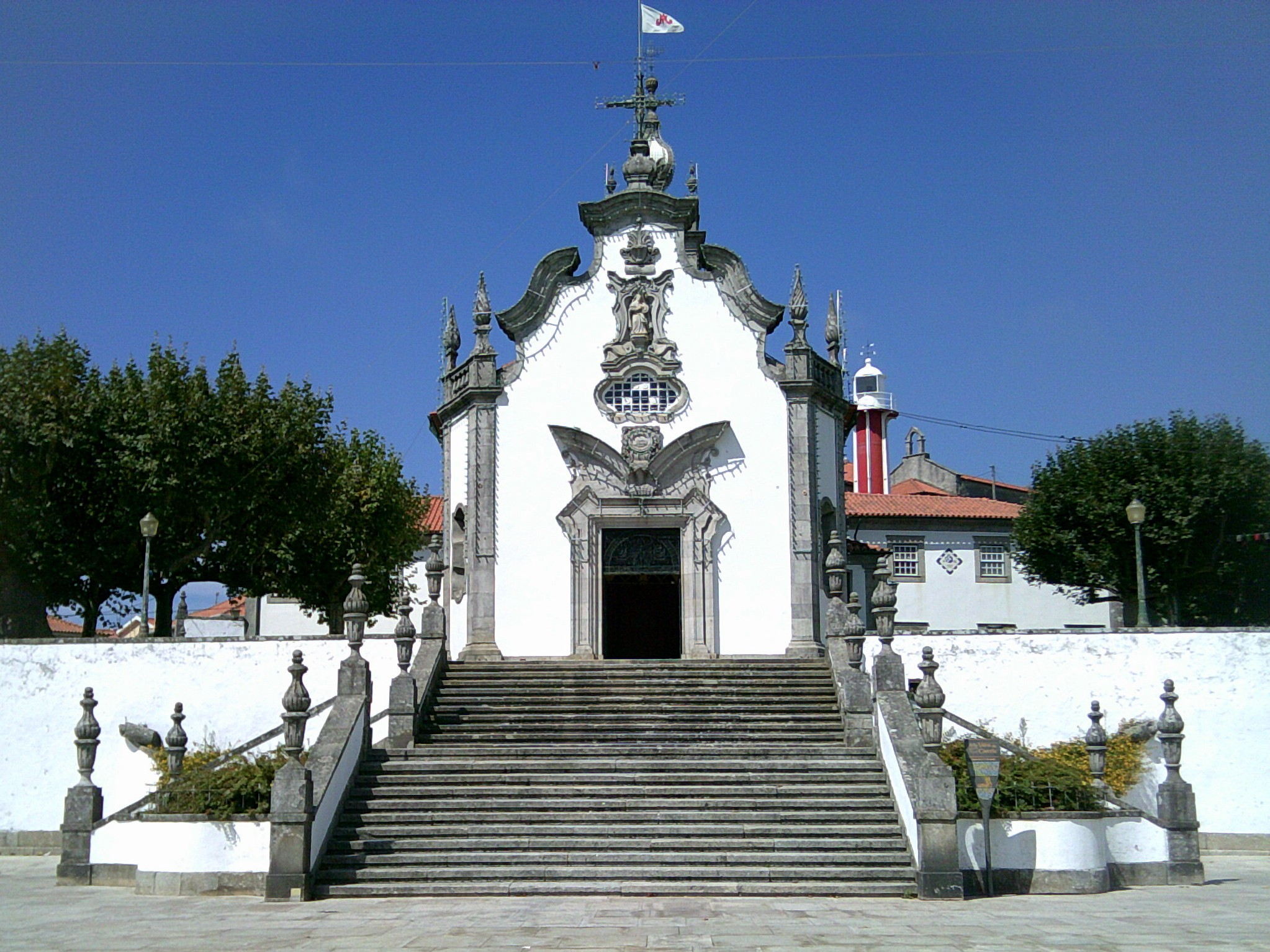
La chapelle Notre-Dame de l'Agonie
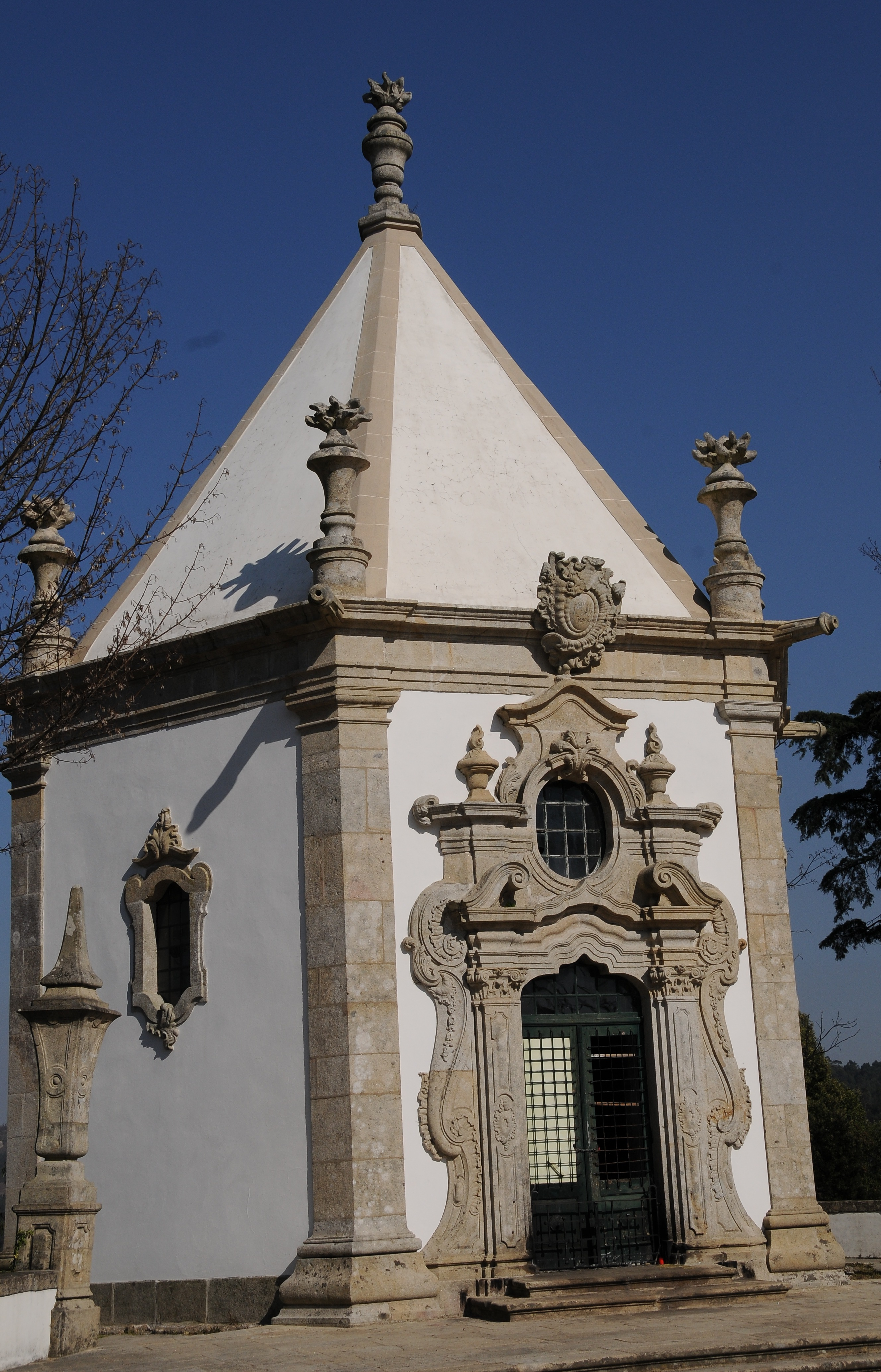
Sanctuaire du Bon Jésus du Mont : Chapelle de la cour des Évangélistes